# Рипе Сан Джинезио
Рѝпе Сан Джинѐзио (на италиански: Ripe San Ginesio, на местен диалект le Rìpe, ле Рипе) е село и община в Централна Италия, провинция Мачерата, регион Марке. Разположено е на 430 m надморска височина. Населението на общината е 804 души (1 януари 2023).